# Hypogastrura tatrica
Hypogastrura tatrica är en urinsektsart som först beskrevs av Stach 1949.  Hypogastrura tatrica ingår i släktet Hypogastrura och familjen Hypogastruridae. Inga underarter finns listade i Catalogue of Life.